# Rimavská Seč
Rimavská Seč (maďarsky Rimaszécs) je obec na Slovensku, v okrese Rimavská Sobota v Banskobystrickém kraji. Žije zde přibližně 2 200 obyvatel. V roce 2001 se 88 % obyvatel hlásilo k maďarské národnosti.
Je zde mateřská škola s vyučovacím jazykem maďarským.

## Osobnosti
- Jarmila Štítnická (1924–1980), slovenská spisovatelka, redaktorka a publicistka